# Hans Mikkelsen
Hans Mikkelsen (død 20. december 1532) købmand, råd for Christian 2. og borgmester i Malmø.
Mikkelsen forekommer fra 1503 som rådmand, fra 1508 som borgmester i Malmø.

## 1517 i forbindelse med Christian 2.
Han var en rig og driftig købmand, der besad store ejendomme både i Malmø og København; som borgmester anlagde han volde om Malmø og foretog flere forbedringer i staden. Mest bekendt er han dog blevet som hovedmanden for det demokratiske borgerparti, der søgte sin støtte i en udvidet kongemagt i modsætning til præste- og adelsvældet.
Omtrent fra 1517 trådte han i nærmere forbindelse med Christian 2. og Sigbrit; han skal i dette år i modsætning til Rigsrådet have tilskyndet kongen til at begynde krigen med Sverige og beklædte en tid, medens kongen (1518 eller 1520) var i Sverige, midlertidig stillingen som befalingsmand på Københavns Slot; tillige forlenedes han, skønt han var borgerlig født, med det rige Børringe Kloster i Skåne og fik 1520 pant heri for en stor sum.

## 1520 i Stockholm for blandt andet at fremhjælpe den nordiske handel
1519 var han virksom ved Christian 2.'s forsøg på at bemægtige sig den pavelige legat Arcimboldus og dennes gods. 1520 blev han, samtidig med Det Stockholmske Blodbad, kaldt til Stockholm for i forening med tre andre købmænd fra København og Malmø som «menige Danmarks Riges købmænds fuldmægtige Sendebud» med borgmestre og råd i Stockholm at indgå et nordisk handelsforbund som modvægt mod Hanseforbundet, og han var vistnok den egentlige ophavsmand til denne store plan såvel som til Christian 2.'s øvrige planer om at fremhjælpe den nordiske handel.

## Hovedforfatter af de nye landslove
Størst betydning fik han dog som hovedforfatteren af de nye landslove, som udstedtes i slutningen af kongens regering, og hvorved der gjordes så stærke indgreb i adels- og præstevældet. At han tillige arbejdede for at skaffe kongen arvelig regering, må anses for utvivlsomt; i udlændigheden kommer han tilbage til denne tanke og opfordrer kongen til, når han kom tilbage til sine riger, som det første at iværksætte denne plan. Selv blev Mikkelsen ifølge den ved den nye lov indførte ordning af købstadsstyrelsen af kongen indsat til «Skultus» (overborgmester) i Malmø.

## Følger 1523 Christian 2. i landflygtighed
Mikkelsen var således nøje knyttet til det bedste i Christian 2.'s regeringssystem og følte en stor hengivenhed for ham, om han
end i sine venners kreds stærkt skal have dadlet kongens tyranniske gerninger.
1523 opgav han sine store ejendomme og sin stilling i Malmø for at følge kongen i landflygtighed. Hvor stor forbitrelsen da var imod ham, ses også deraf, at Børringe Kloster straks med magt blev taget fra hans efterladte familie, og at Mikkelsen og Sigbrit var de eneste, som ved Københavns og Malmøs overgivelse i december 1523 ikke var omfattet af den almindelige amnesti.
Hans efterladte hustru, Elsebet, og hans døtre, Bodil, gift med kongelig bygmester og stenhuggermester Martin Bussart (III, 268), og Margrethe, gift med Nicolaus Leysener, en rig borger i Malmø af tysk byrd, beholdt hustruens halvpart af ejendommene, medens Mikkelsens halvpart blev inddraget. Dog stod godset urørt i to år, og Mikkelsen skal også af flere medlemmer af Rigsrådet være blvet opfordret til at vende tilbage, men han afslog det. I året 1525 blev Mikkelsens halvpart af godset derpå skænket til Johan Rantzau, som dog solgte den til familien, der således igen en tid kom i besiddelse af det hele.

## Tilslutter sig Martin Luthers nye lære
Mikkelsen havde imidlertid under Christian 2.'s ophold i Wittenberg 1523 sluttet sig til Luthers lære, og da kongen ville lade Det Ny Testamente oversætte til dansk, fik Mikkelsen tilsyn med dette arbejde, der væsentligst besørgedes af kongens sekretær, mester Christiern Winter (IXX, 147), og han
oversatte også selv efter Luthers tyske oversættelse Paulus' breve og flere andre stykker.

## Søger at skildre kongen som den blødgjorte fyrste
Bogen udkom i 1524, men foran Paulus' breve havde Mikkelsen indskudt en fortale, hvori han – foruden heftige angreb på den katolske præstestand – skildrede Christian 2. som den ved evangeliet blødgjorte fyrste, der angrede sin forrige færd, og bebrejdede sine landsmænd, at de havde fordrevet ham.
Da Mikkelsen derpå 1525 i Danmark tillige lod udsprede en af ham selv besørget udgave af et i Christian 2.'s navn til den dantzigske borgmester Johan Wendeland skikket brev, hvori kongen ligeledes blev skildret som den omvendte fyrste og gik ind på Wendelands plan om ved en luthersk-demokratisk rejsning i Hansestæderne at søge at bane vejen for kongens genindsættelse, vaktes forbitrelsen atter stærkt mod Mikkelsen i Danmark. 

## Poul Helgesens gensvar
I december 1526 forfattede Poul Helgesen sit «Svar til Hans Mikkelsen», hvori han på det hvasseste tog fat både på Mikkelsen selv, dennes fortale og hele oversættelsen af testamentet, der som et første forsøg også i sproglig henseende var meget mangelfuldt.
Samtidig fængsledes Mikkelsens hustru og datter Margrethe og udvistes til sidst af landet, medens Nicolaus Leysener i to år holdtes i fængsel som forræder og kun undgik døden ved hertug Christian (III)s forbøn og derpå begav sig til Nederlandene.
På herredagen i Odense 1527 forbød man desuden «Hans Mikkelsens Bøger». Alt godset blev atter konfiskeret, og hele familien, med undtagelse af Martin Bussart, der havde sluttet sig til Frederik 1., samledes i Lier, hvor Mikkelsen havde ophold som kong Christians råd og hofmester.

## Brevvekslingen med Christian 2.
Den store, endnu til dels opbevarede brevveksling, som Mikkelseni disse år, navnlig medens Christian 2. 1526-28 opholdt sig i Tyskland, førte med denne, viser til fulde, hvor stor pris Christian 2. satte på ham. Intet foretagende af vigtighed blev iværksat, uden at hans råd indhentedes, men det fulgtes rigtignok ikke altid.
Mikkelsen viser i denne brevveksling stadig sin store hengivenhed for kongens sag og sin retskafne og hæderlige karakter. Hans råd
er i reglen besindige, og ofte fraråder han vovelige foretagender eller overilede planer. Han havde desuden en stærk følelse af det mislige i Christian 2.'s lyst til at betro sig til eventyrlige eksistenser, der kun søgte egen fordel.

## Styrer kongens pengeforhold
Den sparsommelighed, som Mikkelsen måtte udvise som styrer af kongens fortvivlede pengeforhold, vakte megen uvilje imod ham hos mange af kongens mænd. Dertil kom, at han var ilde set ved hoffet i Bryssel, hvor man anså hans «nye Lov» som hovedårsagen til kongens
fordrivelse, og hvor hans trofaste vedhængen ved Luthers lære, hvorom også flere af ham forfattede religiøse skriftlige opsatser bærer vidne, ikke kunne forblive skjult.
1528 kastedes han tillige med flere af kongens mænd af den grund i fængsel i Vilvoorde, og kun kongens personlige indgriben og hævden af, at dette skridt stred mod det ham og hans mænd givne kejserlige lejde, skaffede ham atter fri og frelste ham fra kætterdøden.

## Med kongen til Norge
1531 fulgte Mikkelsen kongen til Norge. Medens kongen, efter at der var sluttet våbenstilstand med rigsråden Mogens Gyldenstjerne (VI, 388) foretog sit tog til Båhus len, førte Mikkelsen befalingen i Oslo; men for øvrigt er Mikkelsen ikke meget fremtrædende i Norge; hans betydning giver sig også mere til kende i lønkammerets
forhandlinger end i krigerisk eller diplomatisk færd. Han skal stærkt have frarådet at gå ind på kontrakten i Oslo af 1. juli 1532 og at stole på det givne lejde.
Da kongen førtes til København, rejste Mikkelsen tilbage til Nederlandene med det originale lejdebrev, senere et frygteligt våben i kong Frederiks fjenders hånd. Her fik han underretning om kongens fængsling og døde få måneder efter, 20. december 1532, i Harderwijk i Geldern.
Hans hustru synes at være død få år efter; Nicolaus Leysener, der som skibsfører havde deltaget i toget til Norge, steg til en høj
stilling dels i engelsk, dels i nederlandsk tjeneste og døde som admiral i Karl 5.'s tjeneste i slutningen af 1539 eller begyndelsen af 1540.
Danske Magazin 3. Række, I, 238 ff.
Allen, C. F.: De tre nordiske Rigers Historie. II, 338 ff.; IV, 2, 458 ff.
Allen, C. F.: Breve og Aktstykker til Christian II's og Frederik I's Historie I.
Aarsberetning fra det store kongelige Bibliotek I, 315 ff.
A. Heise, Carl Arnold Leopold Heise, dr. phil. rektor i Viborg, født 1837